# Gölen (Malmbäcks socken, Småland)
Gölen är en sjö i Nässjö kommun i Småland och ingår i Lagans huvudavrinningsområde.